# 10.ª Flotilla U-boat
La 10. ª flotilla de submarinos alemana ( alemana 10. Unterseebootsflottille ) fue una flotilla de submarinos alemana utilizada para el combate de primera línea durante la Segunda Guerra Mundial. Fundada el 15 de enero de 1942 en Lorient bajo el mando de Korvettenkapitän Günther Kuhnke, ochenta submarinos operaron con esta flotilla antes de que se disolviera el 21 de agosto de 1944, y los submarinos restantes se trasladaron a bases en Noruega y Alemania. El propio Kuhnke tomó el mando del U-853, el último submarino en partir, el 27 de agosto de 1944 para navegar a Flensburg donde asumió el mando de la 33.ª Flotilla de submarinos.

## Submarinos asignados
- U-118
- U-155
- U-158
- U-159
- U-160
- U-163
- U-164
- U-165
- U-166
- U-167
- U-169
- U-170
- U-171
- U-172
- U-174
- U-175
- U-176
- U-177
- U-178
- U-179
- U-181
- U-185
- U-186
- U-187
- U-188
- U-192
- U-193
- U-194
- U-459
- U-460
- U-461
- U-462
- U-463
- U-464
- U-506
- U-508
- U-509
- U-510
- U-511
- U-512
- U-513
- U-514
- U-515
- U-516
- U-517
- U-523
- U-524
- U-525
- U-526
- U-527
- U-528
- U-529
- U-530
- U-533
- U-535
- U-537
- U-539
- U-540
- U-541
- U-542
- U-543
- U-544
- U-546
- U-549
- U-550
- U-804
- U-844
- U-845
- U-846
- U-853
- U-855
- U-857
- U-865
- U-866
- U-1221
- U-1222
- U-1229
- U-1230

y UD-3 y UD-5, dos submarinos holandeses capturados que fueron operados por los alemanes durante ese tiempo.